# El romance de un gaucho
 El romance de un gaucho es una película en blanco y negro de Argentina dirigida por Rubén W. Cavallotti sobre el guion de Ulyses Petit de Murat basado en la novela homónima de Benito Lynch que se estrenó el 18 de agosto de 1961 y que tuvo como protagonistas a Walter Vidarte, Lydia Lamaison, Julia Sandoval y Rolando Chaves.

## Sinopsis
Un gaucho joven se enamora de una mujer mayor casada.

## Reparto
- Walter Vidarte
- Lydia Lamaison
- Julia Sandoval
- Rolando Chaves
- Guillermo Battaglia
- Juan Carlos Lamas
- Mario Casado
- Margarita Corona
- Silvia Nolasco
- Mirtha Miller
- Mariano Vidal Molina

## Comentarios
Jorge Miguel Couselo afirmó sobre el filme:

”El espectador se siente obligado a adivinar los personajes dramáticamente informes.”

La Razón llamó a la película :

”Una zarzuela campera.”

Por su parte, Manrupe y Portela escriben:

”Melodrama gauchesco con final trágico. Intersante la fotografía en colores con algunos experimentos formales.”